# Nhật ký vũ trụ của Ion Lặng Lẽ
Nhật ký vũ trụ của Ion lặng lẽ (nguyên văn Dzienniki gwiazdowe) là một tuyển tập truyện ngắn của nhà văn Stanisław Lem, nói về những cuộc phiêu lưu của nhà du hành vũ trụ Ion lặng lẽ. Với văn phong hài hước, các yếu tố khoa học viễn tưởng, tác giả khéo léo đưa các vấn đề của xã hội vào một bối cảnh vũ trụ rộng lớn.
Các chuyến du hành không được đánh số liên tiếp, như Lem đã giải thích qua lời Ion lặng lẽ trong cuộc phiêu lưu thứ hai mươi:

"... Một chuyến đi trong không gian, cái khác trong thời gian. Vì vậy mà không có chuyến du hành đầu tiên. Luôn luôn có thể trở về nơi cuộc hành trình chưa bắt đầu, cộng với một nơi để đi, rồi cuộc du hành đầu tiên sẽ biến thành thứ hai..."

## Bản dịch tiếng Việt
Tác phẩm được dịch sang tiếng Việt với tên Nhật ký vũ trụ của Ion Lặng Lẽ, dịch giả Đoàn Tử Huyến và Hiếu Trang, 115 trang, Nhà xuất bản Khoa học kỹ thuật 1987.